# Mohamed Amin Jhinaoui
Mohamed Amin Jhinaoui (* 2. April 1997 in Kairouan) ist ein tunesischer Leichtathlet, der im Mittelstrecken- sowie im Hindernislauf an den Start geht. Aktuell ist er Inhaber des Landesrekordes im 3000-Meter-Lauf sowie über 3000 m Hindernis.

## Sportliche Laufbahn
Erste Erfahrungen bei internationalen Meisterschaften sammelte Mohamed Amin Jhinaoui im Jahr 2016, als er bei den Arabischen-Juniorenmeisterschaften in Tlemcen in 9:15,82 min die Bronzemedaille über 3000 m Hindernis gewann. Anschließend belegte er bei den U20-Weltmeisterschaften in Bydgoszcz in 8:41,79 min den neunten Platz. Im Jahr darauf gelangte er bei den Arabischen Meisterschaften in Radès mit 3:53,78 min auf Rang neun und kurz darauf gewann er bei den Spielen der Frankophonie in Abidjan in 8:53,76 min die Bronzemedaille hinter den Marokkanern Mohamed Tindouft und Hicham Sigueni. 2018 sicherte er sich bei den U23-Mittelmeer-Meisterschaften in Jesolo in 8:57,74 min die Silbermedaille hinter dem Franzosen Alexis Phelut und im Jahr darauf nahm er an den Afrikaspielen in Rabat teil, konnte dort aber sein Rennen nicht beenden. 2021 belegte er bei den Arabischen Meisterschaften in Radès in 8:42,17 min den fünften Platz und im Jahr darauf wurde er bei den Mittelmeerspielen in Oran mit 8:35,32 min Achter. Anschließend schied er bei den Weltmeisterschaften in Eugene mit 8:22,00 min im Vorlauf aus. 2023 gelangte er bei den Weltmeisterschaften in Budapest mit 8:23,08 min im Finale auf den 13. Platz. Bei den Crosslauf-Afrikameisterschaften 2024 in Hammamet wurde er nach 30:10 min 15. im Einzelrennen und im Juni gelangte er bei der Bauhaus-Galan mit 8:10,41 min auf Rang drei im Hindernislauf. Im August belegte er bei den Olympischen Sommerspielen in Paris mit neuem Landesrekord von 8:07,73 min im Finale den vierten Platz.

## Persönliche Bestleistungen
- 1500 Meter: 3:35,90 min, 14. Juli 2024 in Lignano Sabbiadoro
- 3000 Meter: 7:36,56 min, 5. Mai 2023 in Doha (tunesischer Rekord)
- 5000 Meter: 13:24,10 min, 30. August 2022 in Rovereto
- 3000 m Hindernis: 8:07,73 min, 7. August 2024 in Paris (tunesischer Rekord)